# Bourbriac
Bourbriac (tiếng Breton: Boulvriag, Gallo: Bólbriac) là một xã của tỉnh Côtes-d'Armor, thuộc vùng Bretagne, tây bắc Pháp.

## Dân số
Người dân ở Bourbriac được gọi là Briacins.